# Tiếng Anh là chuyện nhỏ (phim 2017)
Tiếng Anh là chuyện nhỏ (tên gốc tiếng Hàn: 아이 캔 스피크, còn được biết đến với tên tiếng Anh: I Can Speak) là bộ phim năm 2017 của đạo diễn Kim Hyun-seok, với sự tham gia của Na Moon-hee và Lee Je-hoon. Bộ phim đã được phát hành vào ngày 21 tháng 9 năm 2017.

## Nội dung
Một phụ nữ lớn tuổi (do Na Moon-hee thủ vai) liên tục tố cáo với văn phòng địa phương về những sai trái mà bà nhìn thấy quanh mình mỗi ngày. Trong phim, bà xây dựng tình bạn với một sĩ quan phục vụ công chức cơ sở (Lee Je-hoon), người bắt đầu dạy tiếng Anh cho bà. Là giáo viên của người phụ nữ lớn tuổi, anh dần nhận ra lý do chính đáng tại sao bà cần học tiếng Anh và rồi ủng hộ một cách nghiêm túc.

## Diễn viên
- Na Moon-hee vai Na Ok-boon 
  - Choi Soo-in vai Na Ok-boon nhỏ
- Lee Je-hoon vai Park Min-jae
- Yum Hye-ran vai Người phụ nữ từ Jinju
- Lee Sang-hee vai Hye-jung
- Son Sook vai Jung-sim 
  - Lee Jae-in vai Jung-sim nhỏ
- Kim So-jin vai Geum-joo
- Park Chul-min vai Trưởng nhóm Yang
- Jung Yeon-joo vai A-young
- Lee Ji Hoon vai Jong Hyun
- Lee Dae-yeon vai Trưởng khu vực
- Sung Yoo-bin vai Young-jae

## Phát hành
Tiếng Anh là chuyện nhỏ được phát hành tại Hàn Quốc vào ngày 21 tháng 9 năm 2017. Trong tuần đầu khai mạc, nó đã đứng đầu doanh thu phòng vé ở địa phương, thu về 5,2 triệu đô la Mỹ từ 727,000 vé nhập cảnh trong 4 ngày. Đến ngày 29 tháng 9 năm 2017, bộ phim đã vượt qua con số 1 triệu người xem và thu về tổng cộng 8,1 triệu đô la bán vé.
Trong dịp cuối tuần lễ Chuseok Hàn Quốc, bộ phim thu hút 462.939 lượt người xem, tăng tổng số vé bán ra lên 2.86 triệu.
Theo Hội đồng phim Hàn Quốc, chỉ trong 20 ngày kể từ khi phát hành, Tiếng Anh là chuyện nhỏ đã thu hút được 3 triệu người xem.

## Giải thưởng và đề cử
| Năm  | Lễ trao giải thưởng                        | Mục                         | Nhận(s)               | Quả          | Ref.        |
| ---- | ------------------------------------------ | --------------------------- | --------------------- | ------------ | ----------- |
| 2017 | 1 Seoul                                    | Nữ Diễn Viên Tốt Nhất       | Na Moon-hee           | Đoạt giải    | [ 5 ] [ 6 ] |
| 2017 | 1 Seoul                                    | Tốt Nhất Mới Nữ Diễn Viên   | Lee Sang-hee          | Đề cử        | [ 5 ] [ 6 ] |
| 2017 | 11 Bình Màn hình                           | Thực sự là một nữ diễn Viên | Na Moon-hee           | Chưa công bố | [ 7 ]       |
| 2017 | 37, hàn quốc Hội của các nhà phê bình Phim | Nữ Diễn Viên Tốt Nhất       | Na Moon-hee           | Đoạt giải    | [ 8 ] [ 9 ] |
| 2017 | 37, hàn quốc Hội của các nhà phê bình Phim | Top 10 Phim của Năm         | Tôi Có Thể Nói Chuyện | Đoạt giải    | [ 8 ] [ 9 ] |
| 2017 | 38 Phim điện ảnh                           | Tốt Nhất Giám Đốc           | Kim Huyn-seok         | Chưa công bố | [ 10 ]      |
| 2017 | 38 Phim điện ảnh                           | Nữ Diễn Viên Tốt Nhất       | Na Moon-hee           | Chưa công bố | [ 10 ]      |
| 2017 | 38 Phim điện ảnh                           | Hỗ Trợ Nữ Diễn Viên         | Yum Jin-chạy          | Chưa công bố | [ 10 ]      |